# 新しい音色
「新しい音色」（あたらしいねいろ）は、鈴村健一の2枚目のシングル。2009年2月4日にLantisから発売された。

## 概要
表題曲を含む全3曲収録。全て本人が作詞を手掛けている。

## 収録曲
（全作詞：鈴村健一）
1. 新しい音色 [5:55]
作曲・編曲：黒須克彦
2. コンパス [4:37]
作曲・編曲：松下典由
3. スケッチ [3:40]
作曲・編曲：近藤薫

## 収録アルバム
| 曲名       | アルバム     | 発売日        | 備考                  |
| ---------- | ------------ | ------------- | --------------------- |
| 新しい音色 | 『Becoming』 | 2009年10月7日 | 1stオリジナルアルバム |
| コンパス   | 『Becoming』 | 2009年10月7日 | 1stオリジナルアルバム |